# Mausoléu da Família do Barão de Cajaíbas e Imagens da Fé
Mausoléu da Família do Barão de Cajaíbas e Imagens da Fé é um jazigo familiar localizado no Cemitério do Campo Santo, no bairro da Federação, na cidade de Salvador, capital do estado da Bahia.
Dada a importância da estátua, no ano de 1966, o mausoléu passou pelo processo de tombamento histórico junto ao Instituto do Patrimônio Histórico e Artístico Nacional (IPHAN), órgão nacional responsável pela conservação da memória nacional.

## História
O Mausoléu da Família do Barão de Cajaíbas é um jazigo familiar localizado no Cemitério do Campo Santo - a necrópole mais antiga de Salvador. O túmulo pertence a família do Barão de Cajaíba, notório militar brasileiro.
A constituição do mausoléu chama a atenção devido a escultura que do mausoléu. A estátua foi adquirida pelo Barão de Cajaíba em Munique, na Alemanha em uma feira do artista João Halbig em 1865. Foi comprada para homenagear seu filho, José Joaquim Francisco Gomes de Argolo, que faleceu na Baviera no ano de 1861, aos vinte e um anos de idade.
A estátua é composta pro mármore de carrara, é formado por uma cripta sobra a qual incide um pedestal que sustenta a estátua da Fé, de tamanho natural criada pelo escultor alemão João Halbig. Possui cinco metros de altura em um bloco sem emendas e segue as linhas da escola de Sachwanthaler. No pedestal existe inscrição relativa à vida do Barão de Cajaíba, o Marechal de Campo Alexandre Gomes Ferrão d’Argolo.